# Riudecols
Riudecols è un comune spagnolo situato nella comunità autonoma della Catalogna.